# Битка код Хмељника
Битка код Хмељника се одиграла 18. марта 1241. године током инвазије Монгола на Пољску. Завршила се поразом пољских армија из провинција  Сандомјеж и Краков. Монголи су могли да наставе да се крећу неометано и да опљачкају напуштени град Краков.

## Позадина
Монголи су започели инвазију Пољске касне 1240. године и кретали су се западно; прешли су замрзнуту реку Вислу и победили пољске армије у биткама код Турског и Сандомјежа 13. фебруара 1241. године. Након тога, монголска војска се поделила у две или три армије, од којих се главна, под вођством Бајдара, кретала ка Кракову, великом граду (и главном граду распарчаног Пољског краљевства) у централно-јужној Пољској. Друга два монголска заповедника, Орда и Кадан, су се кретали више ка северу.

## Битка
Детаљи битке су записани у хроникама Јана Длугоша. Случајно, град Хмељник се прво помиње у записима о бици. У 1241. години, Хмељник је био село (Хмељник ће добити градска права тек средином 16. века).
Заповедници пољских снага су били Влођимјеж, војвода (палатин) Кракова, и Пакослав, војвода Сандомјежа, и представљали су већину пољских витезова из ове две провинције (Провинција Краков, позната и као Сениорска провинција, и Провинција Сандомјеж) распарчане Пољске. Монголске снаге је водио Бајдар. Војвода Кракова, Болеслав V Пјаст, се повукао пре битке и није учествовао. Болеславово бекство је нарушило морал војске и натерало је многе друге да се такође повуку, умањујући доступне снаге доступне Влођимјежу и Пакославу.
Док су пољске снаге имале предност у борби, Монголи, свесни да не могу да победе Пољаке у директној борби, су се лажно повукли. Када су пољске снаге почеле да их јуре, монголско појачање их је напало и свеобухватно поразило. Пољски губици су били јако тешки (историчар Норман Дејвис је написао: „На Хмељнику, окупљено племство Малопољске је пострадало до последњег човека“); Влођимјеж и Пакослав су били убијени, као и кастелан Кракова Клемент из Бжезњице и кастелан Сандомјежа Јакуб Раћиборович.

## Последице
Пошто се повукао из битке, Болеслав је побегао у Моравску. Пошто је пољска војска поражена, паника се проширила у оближње пољске земље. Краков, један од највећих и најимућнијих градова у Пољској, је напуштен, а становници су побегли док су Монголи провели неколико дана пљачкајући град и оближња села (извори се разликују по томе колико брзо након битке су Монголи ушли у град, али је сигурно да су га спалили до 24. марта).
У данашњем граду Хмељнику постоји споменик посвећен бици.